# Argonaut (tren)
El Argonaut era el tren secundario de pasajeros de la Southern Pacific Railroad entre Nueva Orleans y Los Ángeles vía Houston, San Antonio y El Paso, Texas; Tucson, Arizona; y Palm Springs, California. Comenzó en 1926 con un horario de 61 horas y 35 minutos de Los Ángeles a Nueva Orleans, cinco horas más lento que el Sunset Limited; se suspendió al oeste de Houston en 1958 (también se eliminó desde mayo de 1932 hasta mayo de 1936). En años anteriores, transportaba vagones cama desde Nueva Orleans a Yuma que continuarían hasta San Diego a través del San Diego y Arizona Eastern Railway, un SP subsidiaria. Los trenes en dirección oeste transportaban vagones cama desde Nueva Orleans y Houston hasta San Antonio.
El Sunset Limited fue el primer tren SP en la "Ruta Sunset", y probablemente en todo el sistema SP, y el Argonaut era un tren secundario más lento. El Argonaut necesitaba 50 horas entre Nueva Orleans y Los Ángeles, mientras que después de 1950 el Sunset Limited necesitaba 42. El Argonaut viajó de Tucson a El Paso vía Deming; el tren hacia el oeste normalmente circulaba por la línea EP&SW vía Douglas.
A diferencia del Sunset Limited de primera clase, el Argonaut siempre fue un tren para viajes económicos, con vagones estándar y pocos coches cama estándar, lo que permitía a las personas viajar a precios moderados pero con servicio completo de coche cama y comedor.
Otra contraparte fue el Imperial, que tenía sucursales en Los Ángeles y San Diego. Este último tenía una ruta que cruzaría dos veces la frontera entre México y Estados Unidos.
A lo largo de su vida, el tren contó con vagones de pasajeros pesados de color verde oliva y negro, arrastrados por locomotoras de vapor como la GS-1 4-8-4 o la MT-4 4-8-2, a veces incluso una Cab Forward 4-8-8-2. En sus últimos años el tren era arrastrado por locomotoras diésel EMD F7 o ALCO PA/PB.
En su último año, su ruta se acortó para tener El Paso como su término occidental.